# Sekakes Airport
Sekakes Airport är en flygplats i Lesotho.   Den ligger i distriktet Mohale's Hoek District, i den centrala delen av landet, 120 km sydost om huvudstaden Maseru. Sekakes Airport ligger 1 748 meter över havet.
Terrängen runt Sekakes Airport är kuperad åt sydväst, men åt nordost är den bergig. Runt Sekakes Airport är det ganska glesbefolkat, med 36 invånare per kvadratkilometer. Närmaste större samhälle är Seforong, 11,9 km väster om Sekakes Airport. Omgivningarna runt Sekakes Airport är i huvudsak ett öppet busklandskap.